# Капуловский, Владимир Иванович
Влади́мир Ива́нович Капуло́вский (род. 10 июля 1960, Териберка, Мурманская область, СССР) — советский и российский хоккеист (игровое амплуа — защитник), тренер, хоккейный менеджер. Мастер спорта СССР.

## Карьера

### В качестве хоккеиста
«Бинокор» (Ташкент, 1986—1988), «Авангард» (Омск, 1989—1993), «Теслу» (Пардубице, Чехия, 1994), «Молот» (Пермь, 1995), «Рубин» (Тюмень, 1996—1997), «Нефтехимик» (Нижнекамск, 1998), «Салават Юлаев» (Уфа, 1999—2000), «Металлург» (Серов, 2001—2002).

### В качестве тренера
с 2000 года по 2005 год тренер-селекционер ХК «Авангард» (Омская область). С 2005 года по 2007 год старший тренер ХК «Атлант» (Мытищи). В 2007 году старший тренер ХК «Динамо» (Минск). С 2007 года по 2010 год старший тренер ХК «Спартак» (Москва). С 2011 года по 2012 год старший тренер ХК «Лев» (Попрад, Словакия). С октября 2013 по апрель 2014 старший тренер ХК «Авангард» (Омск).
В сезоне 2016—2017 приступил к обязанностям главного тренера ХК «Арлан» (г. Кокшетау, Казахстан). В сезоне 2017—2018 стал обладателем Кубка ОЧРК (Кубок Казахстана). В сезоне 2018—2019 вместе с командой «Арлан» стал обладателем Континентального кубка (финал проходил в Ирландии). Это произошло впервые в истории Казахстана. На данный момент является единственным тренером в истории Республики Казахстан, кто стал обладателем этой награды.
В сезоне 2019—2020 занимал пост главного тренера ХК «Алматы» (Республика Казахстан). Команда занимала первые строчки турнирной таблицы, однако из-за начавшейся пандемии COVID-19 сезон не был доигран.
В сезоне 2022—2023 занимал пост главного тренера ХК «Кулагер» (Республика Казахстан).

### В качестве менеджера
В апреле 2012 года приступил к обязанностям генерального менеджера ХК «Авангард» (Омская область).
В марте 2013 на этом посту его сменил Юрий Карманов.